# حجر البناء المنحوت

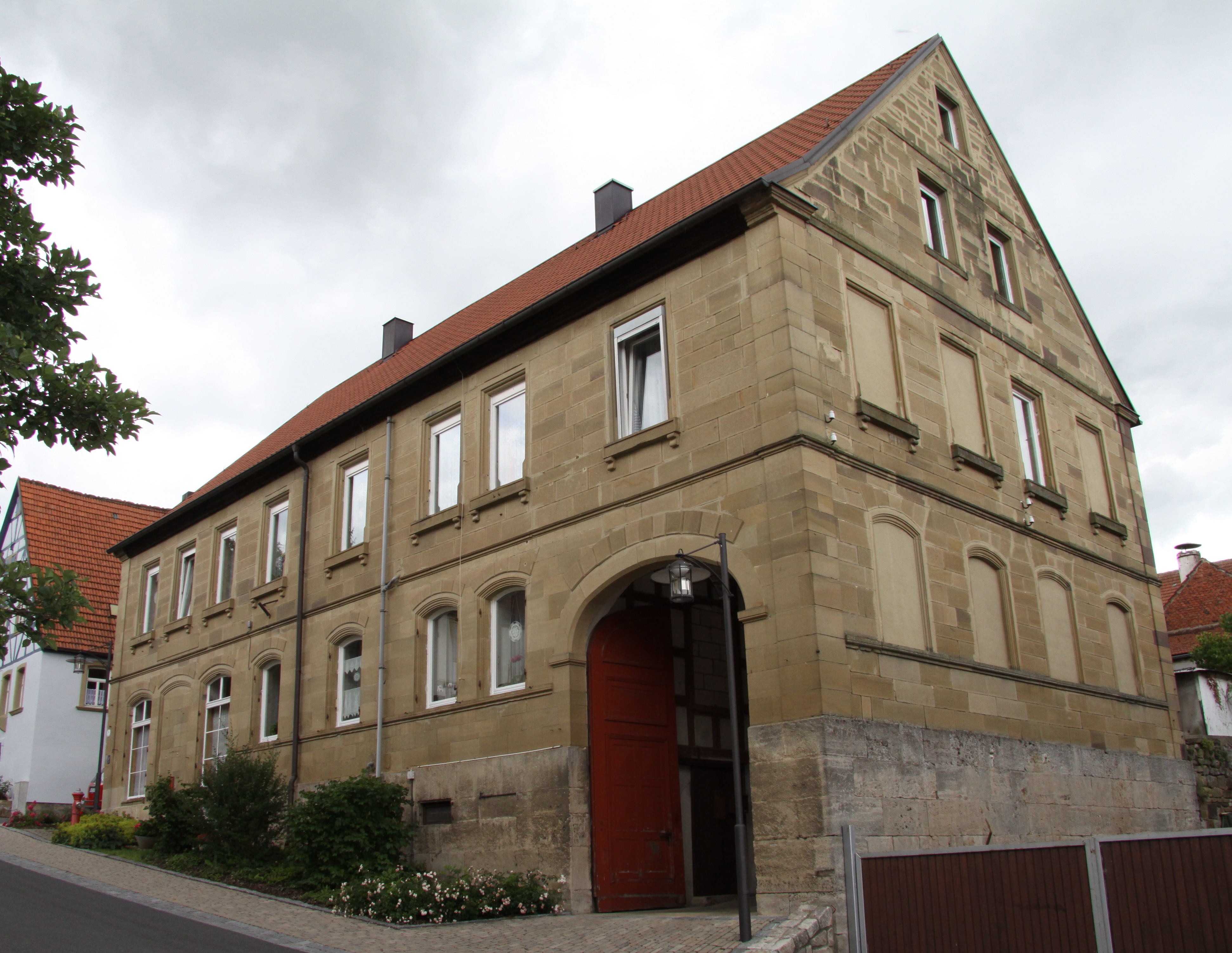

حجر البناء المنحوت هو حجر أو صخر طبيعي اختير وجرت عليه عمليات تشطيب (مثلًا، شُذب أو قُطع أو جوّف أو طُحن، أو أشياء أخرى) لتأمين شكل أو حجم معينين. يُعتبر لون الحجر ونسيجه ونمطه ونوع تشطيب سطحه من المتطلبات الطبيعية أيضًا. هناك معيار انتقاء آخر مهم وهو الديمومة: المقياس الزمني لقدرة تحمل حجر البناء المنحوت وحفاظه على خصائصه الأساسية والمميزة كالقوة ومقاومة التفسخ والمظهر.
تُعد المحاجر التي تنتج حجر البناء المنحوت أو الحجر المكسر (الذي يُستخدم كركام للبناء) قابلة للتحويل. بما أن معظم المقالع يمكن أن تنتج أحدهما، فإنه يمكن تحويل مقلع الحجر المكسر إلى مقلع حجر بناء منحوت. على أي حال، يجب أولًا إزالة الحجر الذي فُتت بالتفجير الكثيف والعشوائي. يُقسّم حجر البناء المنحوت برفق وبتقنيات أكثر دقة، مثل المناشر السلكية الماسية، والمناشر الحزامية الماسية والمحارق (مثاقب نفاثة)، أو عن طريق تفجير خفيف وانتقائي باستخدام بريماكورد، مادة متفجرة ضعيفة.

## أنواع الحجارة والصخور
تُستخدم مجموعة متنوعة من الصخور النارية (أو الماغماتية) والمتحولة والرسوبية كأحجار بناء منحوتة للتشييد والتزيين. من أنواع الصخور الشائعة المُستخدمة لهذا الغرض: الغرانيت والحجر الكلسي والرخام والترافرتين والحجر ذو الأساس الكوارتزي (الحجر الرملي، الكوارتزيت) والأردواز. من أنواع أحجار البناء المنحوتة الأخرى التي تعتبر عادةً أنواع خاصة ثانوية الاستخدام: المرمر (الجبس الكثيف) والحجر الأملس (أو الصابوني) والسربنتين ومشتقات أخرى مُصنعة من الحجر الطبيعي.
يمكن تطبيق العديد من التشطيبات على حجر البناء المنحوت لتحقيق مؤثرات معمارية وجمالية متنوعة. من هذه التشطيبات – لكنها غير مقتصرة عليها: الصقل، يعطي السطح بريقًا عاليًا وانعكاسًا قويًا للضوء الوارد عليه (مثل المرآة تقريبًا). الشحذ، يعطي سطحًا ناعمًا مثل نسيج الأطلس («قشر البيض») غير العاكس. هناك تشطيبات تُعطي سطحًا مزخرفًا أكثر كالنقش بالمنحات المسنن، والتشطيب بالسفع الرملي، والتشطيب الحراري. يشبه النقش بالمنحات المسنن نمط أسنان الكلب، يتشكل سطح قاسٍ لكن ذو نمط موحد بأدوات صدم مختلفة الخشونة. يعطي السطح المُشطب بالسفع الرملي سطحًا مُنقّرًا غير منتظم من خلال تطبيق صدم عالي السرعة بالرمل أو بجزيئات معدنية على سطح الحجر. يُعطي التشطيب الحراري (أو اللهيبي) سطحًا ذا بنية مزخرفة غير عاكسة، لكن مع بعض الانعكاسات من أوجه الشقوق فقط، من خلال تطبيق لهيب ذي حرارة عالية. يمكن أن يغير التشطيب من اللون الطبيعي للحجر وذلك حسب التركيب المينرالي، خصوصًا في الأحجار التي تحتوي على مستويات عالية من الحديد.

## استخدامات أساسية
هناك ألوان شائعة الاستخدام في هذه التطبيقات الأساسية، ومذكورة أدناه خلال السياق، لكن هنالك طيف كبير جدًا من الألوان، ومتاح بآلاف الأنماط. تتشكل هذه الأنماط من خلال ظواهر جيولوجية كالتدرجات الحُبيبية المنرالية والتضمينات والعروق والتجاويف المحشوة والبثور والخدوش. بالإضافة إلى ذلك، يجري أحيانًا انتقاء صخور وأحجار من أجل هذه الاستخدامات لا تُصنف عادةً كحجر بناء منحوت. منها الجاد (اليشم) والعقيق والجاسبر (اليشب).
يكون الحجر (عادةً الغرانيت) المستخدم في مناضد المطابخ وأسطح مغاسل الحمامات عبارة عن بلاطة مشطبة من الحجر، وتكون مصقولة عادةً لكن يضاف إليها نوع تشطيب آخر أحيانًا (كالشحذ أو السفع الرملي). السماكات المعيارية الصناعية في الولايات المتحدة هي 2 سم و3 سم. غالبًا ما تُضاف على البلاطات ذات سماكة 2 سم طبقة صفائحية على الحواف لإعطائها مظهرًا أكثر سماكة. تُقطع البلاطات لتلائم مناضد المطابخ أو أسطح مغاسل الحمام، من خلال أخذ القياسات أو باستخدام قالب نموذجي أو من خلال القولبة الرقمية (أي بمساعدة الحاسوب). تُنشر بلاطة المنضدة (كونترتوب) عادةً من كتل قاسية من الحجارة من خلال الحركة الترددية لمنشار متعدد النصال يستخدم الحبيبات الفولاذية كأداة سحج. تستعين التقنيات الأكثر حداثة بالمناشر السلكية الماسية التي تستهلك ماء وطاقة أقل. يمكن للمناشر ذات الأسلاك المتعددة، إلى ما يقارب 60 سلكًا، أن تقطع الكتلة إلى لوح في أقل من ساعتين. يجري تشطيب الألواح (أي تُصقل، تُشحذ)، وتُغلف بعدها بالراتينج لملء الشقوق الدقيقة وعيوب السطح التي تتشكل عمومًا بسبب فقدان العناصر ذات الارتباط الضعيف مثل البيوتيت. تُقطع ورشة التصنيع هذه الألواح إلى المقاس النهائي وتُشطب الحواف بمعدات توجيه يدوية أو آلات جلخ أو معدات تحكم رقمية أو معدات صقل. في عام 2008، أُثيرت مشاغل تتعلق بانبعاثات الرادون من مناضد الغرانيت في المطابخ؛ ينص مجلس السلامة الوطني على أن إسهام الرادون في الهواء الداخلي يأتي من التربة والصخر الموجود حول المسكن (69%)، ومن الهواء الخارجي وإمدادات المياه (28%)، و 2.5% فقط من كل مواد البناء – من ضمنها مناضد الغرانيت. يمكن لمالك المنزل المهتم بهذا الأمر أن يستخدم تقنيات تخفيف وإزالة الرادون التي تنص عليها الجمعية الأمريكية لاختبار المواد. الحجر المُستخدم لمناضد المطابخ ومناضد مغاسل الحمام هو عادةً الغرانيت، لكن يُستخدم الرخام أحيانًا (خاصة لسطح المغسلة)، وأحيانًا الحجر الكلسي أو الأردواز. تُنتَج غالبية الأحجار الخاصة بهذه الاستخدامات في البرازيل وإيطاليا والصين.
البلاط هو وحدة رقيقة نموذجية من الحجر، عادةً بطول 30.5 سم وعرض 10 مم. هناك مقاسات شائعة أخرى وهي 38 سم و46 سم و61 سم؛ ستكون هذه البلاطات عادةً بعرض يصل إلى 30.5 سم. تُصقل غالبية البلاطات، لكن هناك أنواع تشطيب أخرى، كالشحذ، تزداد انتشارًا. تقريبًا كل بلاطات الحجر هي ذات إنتاج ضخم، وذلك من خلال خطوط إنتاج آلية تُعطي أحجامًا وتشطيبات متطابقة وقدرات تحمل متقاربة. هناك استثناءات من بينها بلاط الأردواز للأرضيات وطلبات خاصة: بلاط مع أحجام أو أشكال غريبة، تشطيبات غير عادية أو أعمال تطعيم زخرفية. بالخلاصة، خط الإنتاج الآلي للبلاط هو تركيبة معقدة من آليات التقطيع والمعايرة، وآليات شحذ مع تلميع، ومكنات تحديد تُعطي حوافًا مسطحة أو مدورة، وناقلات مترابطة لتحويل الحجر من الشكل اللوحي إلى منتج البلاطة النهائي. الحجر الأكثر استخدامًا للبلاط هو الرخام، لكن كثيرًا ما يُستخدم الغرانيت، وأحيانًا الحجر الكلسي أو الأردواز أو الحجر ذي الأساس الكوارتزي. الألوان الشائعة هي الأبيض وألوان التراب الفاتحة. تُنتج معظم الحجارة المستخدمة للتبليط في إيطاليا والصين.
في الحديث عن المعالم التذكارية الحجرية كشواهد القبور أو بلاطها أو كما في الأضرحة، فإنه بعد نشرها بالمنشار متعدد النصال إلى بلاطات كبيرة سميكة (تصل أبعادها حتى عرض 3 م، وسماكة أكثر من 15 سم)، تعمل مناشر أصغر أو مقاصل (تقطع الغرانيت وتُشكل الحواف الحادة التي نراها عادةً في المعالم التذكارية) على تشكيل المعلم التذكاري. تُصقل الواجهات والخلفيات عادةً. تُنقش بعدها المعالم الفردية (أو الشخصية، مثل شاهدة القبر التي يُكتب عليها اسم الشخص المتوفي ومعلومات وجمل أخرى)، وتُشكل وتُحدد تفاصيلها أكثر من خلال أدوات يدوية ومعدات السفع الرملي. في وقتنا هذا، يُستعمل حجر الغرانيت عادةً في هذه المعالم، وأحيانًا الرخام (مثل المدافن العسكرية)، ويندر استخدام أنواع أخرى. يُظهر الغرانيت والكوارتز ديمومة جيدة، خاصة مع الأمطار حمضية عادةً. (إن هذا الأمر هو نتيجة طبيعية لوجود ثنائي أكسيد الكربون في الجو، الذي يولد محلولًا ضعيفًا من حمض الكربونيك في الأمطار؛ تأتي الحموضة الزائدة للهطولات المطرية من أكسيدات الكبريت والنتروجين الناتجة عن الانبعاثات البشرية المنشأ). (كان الحجر الكلسي والحجر الرملي الخيارين المفضلين عادةً للمعالم التذكارية في القرن التاسع عشر، لكنهما الآن لا يُستخدمان بشكل كبير بسبب معدل التعرية المتسارع الناتج عن انحلال الكربونات الضعيفة تجاه الأسيد من خلال الهطولات المطرية الحمضية). الألوان الأكثر شيوعًا في المعالم التذكارية هي الرمادي والأسود والماهوغاني بالنسبة للغرانيت؛ للرخام، يُعد اللون الأبيض هو الأكثر شيوعًا. اليوم، توّرد غالبية الأحجار المستخدمة في أميركا الشمالية من بلدان مثل الهند والصين. سبّب هذا الأمر كساد مراكز النُصب التذكارية التقليدية في شمال أميركا مثل جورجيا وكيبيك.